# Độ lệch dọc
Độ lệch dọc (VD, còn được gọi là độ võng của đường thẳng và độ lệch trắc địa thiên văn) tại một điểm trên Trái đất là thước đo khoảng cách trọng lực đã bị dịch chuyển bởi các dị thường địa phương như các ngọn núi gần đó. Chúng được sử dụng rộng rãi trong trắc địa, cho các mạng lưới khảo sát và cho các mục đích địa vật lý.
Độ lệch dọc là các thành phần góc giữa thiên đỉnh thật (đường thẳng đứng) và đường thẳng vuông góc với bề mặt của ellipsoid tham chiếu được chọn để xấp xỉ bề mặt mực nước biển. Độ lệch dọc được gây ra bởi các ngọn núi và bởi sự bất thường địa chất dưới lòng đất và có thể lên tới các góc 10 (khu vực bằng phẳng) hoặc 20-50″ (địa hình núi cao).
Sự lệch của dọc có thành phần ξ bắc-nam và thành phần η đông-tây. Giá trị của ξ là sự khác biệt giữa vĩ độ thiên văn trừ đi vĩ độ trắc địa (lấy vĩ độ bắc là dương và vĩ độ nam là âm); cái sau thường được tính bằng tọa độ mạng trắc địa. Giá trị của là kinh độ thiên văn trừ đi kinh độ (lấy kinh độ đông là dương và kinh độ tây là âm). Khi một mốc dữ liệu ánh xạ mới thay thế cho cái cũ, với các vĩ độ và kinh độ trắc địa mới trên một ellipsoid mới, các độ lệch dọc được tính toán cũng sẽ thay đổi. 

Ellipsoid của trái đất, Geoid và hai loại lệch hướng dọc

## Xác định
Độ lệch phản ánh sự nhấp nhô của dị thường Geoid và trọng lực, vì chúng phụ thuộc vào trường trọng lực và tính không đồng nhất của nó.
Độ lệch dọc thường được xác định trong thiên văn. Các thiên đỉnh thực sự được quan sát thiên văn đối với các ngôi sao và thiên đỉnh ellipsoidal (theo chiều dọc lý thuyết) bằng tính toán mạng trắc địa, luôn diễn ra trên một ellipsoid tham chiếu. Ngoài ra, các biến thể rất cục bộ của độ lệch dọc có thể được tính toán từ dữ liệu khảo sát trọng lực và bằng các mô hình địa hình kỹ thuật số (DTM), sử dụng lý thuyết ban đầu được phát triển bởi Vening-Meinesz.
VD được sử dụng trong san lấp trắc địa astro, một kỹ thuật xác định Geoid. Vì độ lệch dọc mô tả sự khác biệt giữa các quy tắc địa hóa và ellipsoidal, nó đại diện cho độ dốc ngang của các uốn nếp của Geoid (nghĩa là sự phân tách giữa Geoid và ellipsoid tham chiếu). Đưa ra một giá trị bắt đầu cho Geoid uốn nếp tại một thời điểm, việc xác định nhấp nhô Geoid cho một khu vực trở thành vấn đề tích hợp đơn giản.
Trong thực tế, các độ lệch được quan sát tại các điểm đặc biệt với khoảng cách 20 hoặc 50 km. Việc tăng mật độ được thực hiện bằng sự kết hợp giữa các mô hình DTM và thăm dò trọng lực. Các quan sát VD chính xác có độ chính xác là ± 0,2 (trên các ngọn núi cao ± 0,5*), các giá trị được tính toán của khoảng 1-2.
Độ lệch dọc tối đa của Trung Âu dường như là một điểm gần Großglockner (3.798 m), đỉnh cao nhất của dãy Alps thuộc Áo. Các khoảng các giá trị là ξ = +50 và η = −30 ″. Ở khu vực Hy Mã Lạp Sơn, các đỉnh rất bất đối xứng có thể có VD lên tới 100 (0,03 °). Trong khu vực khá bằng phẳng giữa Vienna và Hungary, các giá trị nhỏ hơn 15 ", nhưng phân tán bằng ± 10 ″ cho mật độ đá không đều trong lớp dưới bề mặt.
Gần đây, một sự kết hợp giữa máy ảnh kỹ thuật số và máy đo độ nghiêng cũng đã được sử dụng, tham khảo máy ảnh thiên đỉnh.

## Ứng dụng
Độ lệch dọc được sử dụng chủ yếu trong bốn vấn đề:
1. Để tính toán chính xác các mạng lưới khảo sát. Máy kinh vĩ trắc địa và dụng cụ cân bằng được định hướng theo phương thẳng đứng thực sự, nhưng độ lệch của nó vượt quá độ chính xác đo trắc địa theo hệ số từ 5 đến 50. Do đó, dữ liệu phải được điều chỉnh chính xác đối với ellipsoid toàn cầu. Nếu không có những mức giảm này, các cuộc khảo sát có thể bị biến dạng bởi một vài cm hoặc thậm chí là cm trên mỗi km.
2. Đối với xác định Geoid (có nghĩa là mực nước biển) và để chuyển đổi chính xác độ cao. Số lượng geoid địa lý toàn cầu lên tới 50 m, và các giá trị khu vực của chúng tới 10 m. Chúng phù hợp với các tích phân của các thành phần VD ξ, và do đó có thể được tính toán với độ chính xác cm trên khoảng cách nhiều km.
3. Đối với khảo sát GPS. Các phép đo của vệ tinh đề cập đến một hệ thống hình học thuần túy (thường là ellipsoid WGS84), trong khi các độ cao trên mặt đất đề cập đến Geoid. Chúng ta cần dữ liệu Geoid chính xác để kết hợp các loại phép đo khác nhau.
4. Đối với địa vật lý. Do dữ liệu làm lệch VD bị ảnh hưởng bởi cấu trúc vật lý của lớp vỏ và lớp phủ của Trái đất, các nhà trắc địa đang tham gia vào các mô hình để cải thiện kiến thức của chúng ta về bên trong Trái đất. Ngoài ra và tương tự như địa vật lý ứng dụng, dữ liệu VD có thể hỗ trợ cho việc thăm dò nguyên liệu thô, dầu, khí hoặc quặng trong tương lai.